# 대한제국 육군

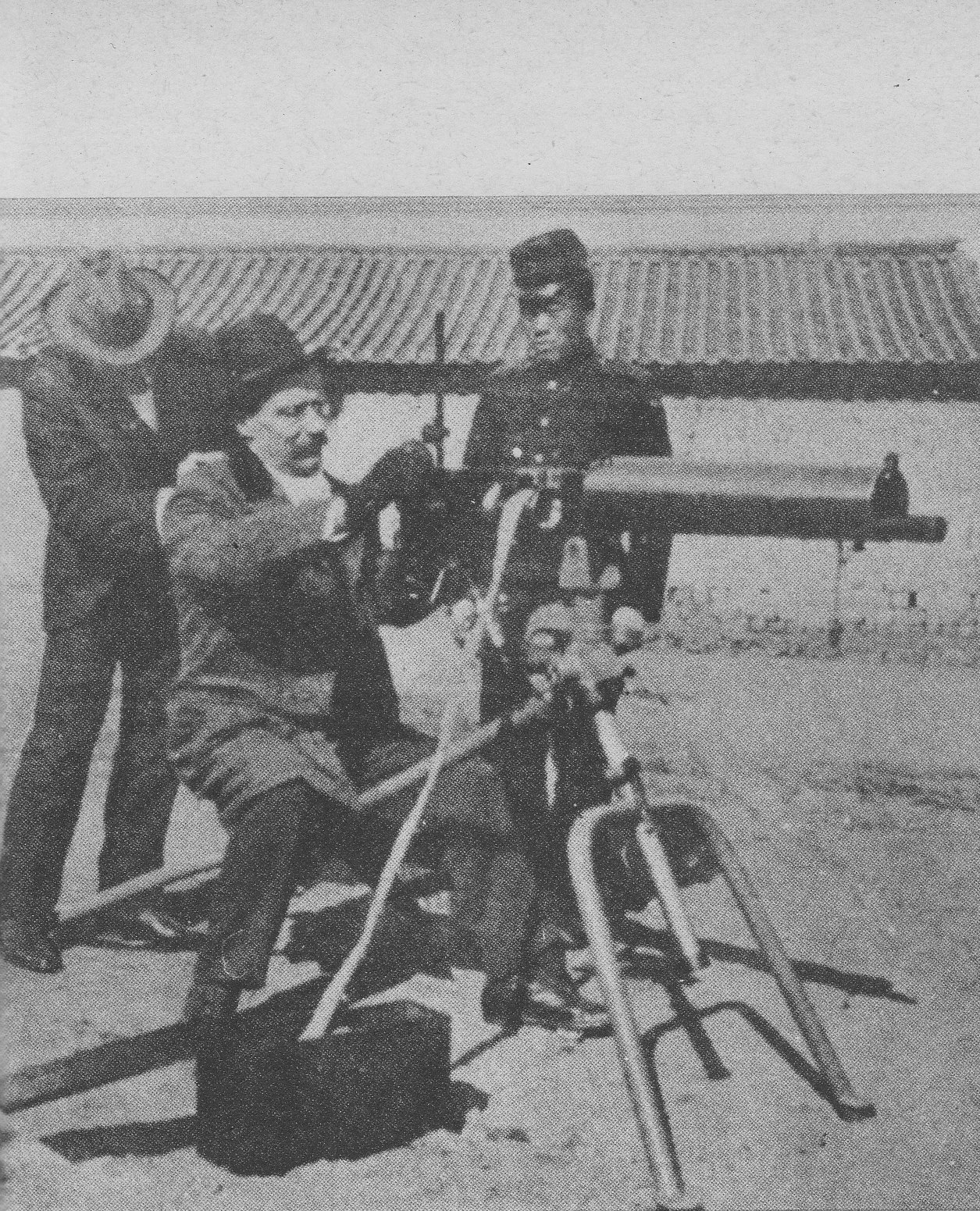
맥심 기관총을 시연중인 외국 교관과 참관하는 대한제국 육군 병사

대한제국 육군(大韓帝國陸軍, Korean Imperial Army)은 대한제국의 육군이었다.

## 편성
1897년 10월 12일에 황제국이 되면서 기존에 조선군에서 대한제국군으로 바뀌었다. 1902년 10월에 최대 규모를 달성하였는데, 당시 주요 사령부와 부대의 편성은 다음과 같다.
- 원수부 : 최고 사령부
  - 군무국, 검사국, 기록국, 회계국 등의 부서로 구성
- 호위대 : 대한제국 황실 경호 담당 (1개 대대 700명 규모)
- 친위대 : 수도 한성부 방어 1차 편성 부대 (2개 연대, 4개 대대, 4,400명 규모)
- 시위대 : 수도 한성부 방어 2차 편성 부대 (2개 연대, 7개 대대, 5,200명 규모)
- 진위대 : 각 지역의 방어, 치안 담당 부대 (6개 연대, 18개 대대, 18,000명 규모)
- 지방대 : 각 지역의 방어, 치안 담당 부대 (14개 대대, 5,000명 규모)
- 육군무관학교 : 장교 양성 기관
- 헌병대 : 군사경찰 부대
- 육군법원 : 군사 재판소
- 육군감옥 : 군 형무소

## 보유 무기
초기에는 러시아제 베르당 소총으로 무장했으나 후기에는 독일제 마우저 소총으로 바뀌었으며, 독일 크루프사제 75mm 야포와 맥심 기관총도 운용하였다. 그러나 일본의 방해 공작과 부실한 재정 탓에 탄약 재고량은 부족한 편이었다.

## 해체
러일전쟁 직후인 1905년에 일제의 압력으로 군제가 대폭 개편되어 전체 30개 대대 규모에서 11개 대대 규모로 감축되었으며, 순종 황제가 즉위한 해인 1907년 8월에 나머지 군대도 해산되어 근위보병대대와 근위기병대를 합쳐 약 700명 수준으로 축소되었다.

## 대한제국 육군 대대급 주요 부대 기록
- 친위 제1대대 : 1902년 10월 창설 (한성부)
- 친위 제2대대 : 상동 (한성부)
- (시위보병 제1연대) 시위보병 제1대대 : 1905년 4월 창설 (한성부)
- (시위보병 제1연대) 시위보병 제2대대 : 상동 (한성부)
- (시위보병 제1연대) 시위보병 제3대대 : 상동 (한성부)
- (시위보병 제1연대) 시위포병대대 : 1902년 10월 창설 (한성부)
- (시위보병 제2연대) 시위보병 제1대대 : 1907년 5월 창설 (한성부)
- (시위보병 제2연대) 시위보병 제2대대 : 상동 (한성부)
- (시위보병 제2연대) 시위보병 제3대대 : 상동 (한성부)
- (시위보병 제2연대) 시위포병대대 : 상동 (한성부)
- (진위 1연대) 진위 제1대대 : 1900년 7월 창설 (경기도 강화)
- (진위 1연대) 진위 제2대대 : 상동 (경기도 인천)
- (진위 1연대) 진위 제3대대 : 상동 (황해도 황주)
- (진위 2연대) 진위 제1대대 : 상동 (경기도 수원)
- (진위 2연대) 진위 제2대대 : 상동 (충청북도 청주)
- (진위 2연대) 진위 제3대대 : 상동 (전라북도 전주)
- (진위 3연대) 진위 제1대대 : 상동 (경상북도 대구)
- (진위 3연대) 진위 제2대대 : 상동 (경상남도 진남)
- (진위 3연대) 진위 제3대대 : 상동 (경상남도 울산)
- (진위 4연대) 진위 제1대대 : 상동 (평안남도 평양)
- (진위 4연대) 진위 제2대대 : 상동 (평안남도 평양)
- (진위 4연대) 진위 제3대대 : 상동 (평안남도 평양)
- (진위 4연대) 진위 제4대대 : 1900년 9월 창설 (평안남도 평양)
- (진위 5연대) 진위 제1대대 : 1900년 7월 창설 (함경남도 덕원)
- (진위 5연대) 진위 제2대대 : 상동 (함경남도 북청)
- (진위 5연대) 진위 제3대대 : 상동 (함경남도 종성)
- (진위 6연대) 진위 제1대대 : 상동 (평안북도 의주)
- (진위 6연대) 진위 제2대대 : 상동 (평안북도 강계)

## 같이 보기
- 원수부
- 시위대
- 시위 제1연대
- 친위대
- 진위대
- 대한제국 해군
- 대한민국 육군